# John Spottiswoode
John Spottiswoode (1565 - 26 novembre 1639) est archevêque de St Andrews, primat de toute l'Écosse, lord chancelier et historien de l'Écosse.

## Biographie
Il est né en 1565 à Greenbank à Mid Calder, West Lothian, Écosse, le fils aîné de John Spottiswood, ministre de Calder et surintendant de Lothian. Il fait ses études à l'Université de Glasgow (MA 1581) et succède à son père dans la paroisse de Calder en 1583. En 1601, il assiste Ludovic Stuart (2e duc de Lennox), comme aumônier, dans une ambassade à la cour de France, revenant en 1603. Il suit Jacques Ier en Angleterre lors de son accession à l'Union des couronnes. Il est renvoyé en Écosse pour assister Anne de Danemark en tant qu'aumônier ou "elemosynar". La même année, il est nommé au siège de Glasgow, sa consécration à Londres n'ayant toutefois lieu qu'en octobre 1610.
Spottiswoode est à l'origine un ardent partisan du parti presbytérien strict, mais il en vient progressivement à voir les inconvénients de la «parité des ministres», attribue peu d'importance aux questions de litige existantes et pense que les intérêts de l'Église et de l'État sont mieux assurés en restant en bons termes avec le roi. Il est donc prêt à coopérer avec Jacques Ier pour restreindre les pouvoirs du Kirk qui empiètent sur l'autorité royale, et pour assimiler l'Église d'Écosse à celle d'Angleterre. Le 30 mai 1605, il devient membre du Conseil privé écossais. En 1608, il travaille en étroite collaboration avec George Home (1er comte de Dunbar) pour nommer des ministres appropriés dans les paroisses vacantes des Borders dans le cadre du programme de Jacques pour ramener la paix dans la région. En 1610, il préside comme modérateur l'assemblée au cours de laquelle la suprématie presbytérienne est abolie. La même année, il est sacré évêque le 21 octobre par les évêques de Londres, Ely, Rochester et Worcester. En 1614, il contribue à l'arrestation, au procès et à la condamnation à mort de John Ogilvie. En 1615, il est nommé archevêque de St Andrews et primat d'Écosse, et en 1618 obtient la sanction du conseil privé des cinq articles de Perth avec leur ratification par le parlement en 1621.
En 1633, il couronne Charles Ier à Holyrood. En 1635, il est nommé Lord chancelier d'Écosse, poste qu'il conserve jusqu'en 1638. Il fonde la vieille église de Dairsie et reconstruit le château de Dairsie pour en faire la maison familiale. 
Il s'oppose à la nouvelle liturgie comme inopportune, mais lorsqu'il ne peut empêcher son introduction, il participe à son application. Il est spectateur de l'émeute de St Giles, à Édimbourg, le 23 juillet 1637, s'efforce en vain d'éviter le désastre par des concessions, et à la prise du Pacte s'aperçoit que "maintenant tout ce que nous avons fait ces trente dernières années est jeté à terre d'un coup." Il s'échappe à Newcastle, est déposé par l'assemblée le 4 décembre sur une variété d'accusations ridicules et meurt à Londres le 26 novembre 1639, et est inhumé à l'abbaye de Westminster le 2 décembre 1639.
Spottiswoode publie en 1620 Refutatio libelli de regimine ecclesiae scoticanae, une réponse à un pamphlet de Calderwood, qui répond dans les Vindiciae jointes à son Altare damascenum (1623). Le seul autre écrit publié de son vivant est le sermon qu'il prononce à l'assemblée de Perth. Son œuvre la plus importante est The History of the Church and State of Scotland (Londres, 1655, seq.). 

## Famille
Spottiswoode épouse Rachel, fille de David Lindsay, évêque de Ross, et a une fille et deux fils :
- Anne Spottiswood
- Sir John Spottiswoode de Dairsie à Fife. Il est nommé gentilshomme de la chambre à coucher de Charles Ier d'Angleterre et est anobli par le roi le 5 juin 1621. Il meurt avant la restauration du roi Charles II. Il a un fils unique :

1. John, un fidèle loyaliste, qui rejoint James Graham (1er marquis de Montrose) et est fait prisonnier avec lui et exécuté immédiatement après lui, le 21 mai 1650[3].

- Sir Robert, Lord President of the Court of Session (1596-1646), capturé à la bataille de Philiphaugh en 1645 et exécuté le 20 janvier 1646.

## Sources
- les récits annexés à la première édition de l' histoire de l'Écosse de Spottiswoode
- les récits publiés par la Spottiswoode Society en 1851
- Histoire de David Calderwood du Kirk d'Écosse (1842–1849).